# Wereldkampioenschap Twenty20 2009
Het Wereldkampioenschap Twenty20 2009 is het wereldkampioenschap cricket in de  Twenty20, dat in Engeland wordt gehouden van 5 tot en met 21 juni 2009. Er doen aan het toernooi 12 landen mee. De 10 testcricket-landen waren direct geplaatst en twee landen konden zich via kwalificatiewedstrijden plaatsen. Nederland en Ierland slaagden hier in. Zimbabwe was dit jaar uitgesloten voor deelname door de politieke ongeregeldheden rond Robert Mugabe in het land. Schotland nam de vrijgekomen plaats over
De Nederlandse en Engelse mannen openden het toernooi op Lord's, een wedstrijd die Nederland verrassend won. Pakistan werd wereldkampioen.

## Speelsteden
Op drie locaties in twee steden werd gespeeld.
| Nottingham                                  | Londen                | Londen             |
| ------------------------------------------- | --------------------- | ------------------ |
| Trent Bridge                                | Lord's Cricket Ground | The Oval           |
| Capaciteit: 17.500                          | Capaciteit: 28.000    | Capaciteit: 23.500 |
|                                             |                       |                    |
| · Nottingham The Oval Lord's Cricket Ground |                       |                    |

## Uitslagen

### Groepsfase

#### Groep A
| Team           | Seed | Pld | W | L | NR | NRR    | Pts |
| -------------- | ---- | --- | - | - | -- | ------ | --- |
| India (1)      | A1   | 2   | 2 | 0 | 0  | +1.227 | 4   |
| Ierland (9)    | A2   | 2   | 1 | 1 | 0  | −0.162 | 2   |
| Bangladesh (8) |      | 2   | 0 | 2 | 0  | −0.966 | 0   |

| 6 juni 2009 17:00 GMT Scorecard | India 180/5 (20 overs)                 | v | Bangladesh 155/8 (20 overs)              | India wint met 25 runs Trent Bridge, Nottingham Umpires: BF Bowden (NZ) & SJA Taufel (Aus) Man of the Match: PP Ojha (Ind) |
| 6 juni 2009 17:00 GMT Scorecard | G Gambhir 50 (46) Naeem Islam 2/32 [3] |   | Junaid Siddique 41 (22) PP Ojha 4/21 [4] | India wint met 25 runs Trent Bridge, Nottingham Umpires: BF Bowden (NZ) & SJA Taufel (Aus) Man of the Match: PP Ojha (Ind) |
|                                 |                                        |   |                                          | |

| 8 juni 2009 12:30 GMT Scorecard | Bangladesh 137/8 (20 overs)                    | v | Ierland 138/4 (18.2 overs)                   | Ierland wint met 6 wickets Trent Bridge, Nottingham Umpires: NJ Llong (Eng) & SJA Taufel (Aus) Man of the Match: NJ O'Brien (Ire) |
| 8 juni 2009 12:30 GMT Scorecard | Mashrafe Mortaza 33* (16) DT Johnston 3/20 [4] |   | NJ O'Brien 40 (25) Mashrafe Mortaza 2/30 [4] | Ierland wint met 6 wickets Trent Bridge, Nottingham Umpires: NJ Llong (Eng) & SJA Taufel (Aus) Man of the Match: NJ O'Brien (Ire) |
|                                 |                                                |   |                                              | |

| 10 juni 2009 16:30 GMT Scorecard | Ierland 112/8 (18 overs)         | v | India 113/2 (15.3 overs)            | India wint met 8 wickets Trent Bridge, Nottingham Umpires: IJ Gould (Eng) & NJ Llong (Eng) Man of the Match: Z Khan (Ind) |
| 10 juni 2009 16:30 GMT Scorecard | AR White 29 (25) Z Khan 4/19 [3] |   | RG Sharma 52* (45) RM West 1/23 [4] | India wint met 8 wickets Trent Bridge, Nottingham Umpires: IJ Gould (Eng) & NJ Llong (Eng) Man of the Match: Z Khan (Ind) |
|                                  |                                  |   |                                     | |

#### Groep B
| Team           | Seed | Pld | W | L | NR | NRR    | Pts |
| -------------- | ---- | --- | - | - | -- | ------ | --- |
| Engeland (7)   | B2   | 2   | 1 | 1 | 0  | +1.175 | 2   |
| Pakistan (2)   | B1   | 2   | 1 | 1 | 0  | +0.850 | 2   |
| Nederland (10) |      | 2   | 1 | 1 | 0  | −2.025 | 2   |

| 5 juni 16:30 GMT Scorecard | Engeland 162/5 (20 overs)                   | v | Nederland 163/6 (20 overs)                | Nederland wint met 4 wickets Lord's, Londen Umpires: EAR de Silva (SRI) & SJ Davis (AUS) Man of the Match: TN de Grooth |
| 5 juni 16:30 GMT Scorecard | LJ Wright 71 (49) RN ten Doeschate 2/35 [4] |   | TN de Grooth 49 (30) JM Anderson 3/23 [4] | Nederland wint met 4 wickets Lord's, Londen Umpires: EAR de Silva (SRI) & SJ Davis (AUS) Man of the Match: TN de Grooth |
|                            |                                             |   |                                           | |

| 7 juni 2009 17:30 GMT Scorecard | Engeland 185/5 (20 overs)                 | v | Pakistan 137/7 (20 overs)               | Engeland wint met 48 runs THe Oval, Londen Umpires: BR Doctrove (WI) & DJ Harper (Aus) Man of the Match: LJ Wright (Eng) |
| 7 juni 2009 17:30 GMT Scorecard | KP Pietersen 58 (38) Saeed Ajmal 2/23 [4] |   | Younis Khan 46* (31) SCJ Broad 3/17 [3] | Engeland wint met 48 runs THe Oval, Londen Umpires: BR Doctrove (WI) & DJ Harper (Aus) Man of the Match: LJ Wright (Eng) |
|                                 |                                           |   |                                         | |

| 9 juni 12:30 GMT Scorecard | Pakistan 175/5 (20 overs)                | v | Nederland 93 (17.3 overs)                  | Pakistan wint met 82 runs Lord's, Londen Umpires: BR Doctrove (WI) & AM Saheba (Ind) Man of the Match: Kamran Akmal (Pak) |
| 9 juni 12:30 GMT Scorecard | Kamran Akmal 41 (30) PM Seelaar 2/36 [4] |   | AN Kervezee 21 (29) Shahid Afridi 4/11 [4] | Pakistan wint met 82 runs Lord's, Londen Umpires: BR Doctrove (WI) & AM Saheba (Ind) Man of the Match: Kamran Akmal (Pak) |
|                            |                                          |   |                                            | |

#### Groep C
| Team            | Seed | Pld | W | L | NR | NRR    | Pts |
| --------------- | ---- | --- | - | - | -- | ------ | --- |
| Sri Lanka (6)   | C2   | 2   | 2 | 0 | 0  | +0.626 | 4   |
| West-Indië (11) | C1   | 2   | 1 | 1 | 0  | +0.715 | 2   |
| Australië (3)   |      | 2   | 0 | 2 | 0  | −1.331 | 0   |

| 6 juni 2009 13:00 GMT Scorecard | Australië 169/7 (20 overs)          | v | West-Indië 172/3 (15.5 overs)          | West-Indië wint met 7 wickets The Oval, Londen Umpires: Aleem Dar (Pak) & Asad Rauf (Pak) Man of the Match: CH Gayle (WI) |
| 6 juni 2009 13:00 GMT Scorecard | DA Warner 63 (53) DJ Bravo 2/31 [4] |   | CH Gayle 88 (50) MG Johnson 2/36 [3.5] | West-Indië wint met 7 wickets The Oval, Londen Umpires: Aleem Dar (Pak) & Asad Rauf (Pak) Man of the Match: CH Gayle (WI) |
|                                 |                                     |   |                                        | |

| 8 juni 2009 16:30 GMT Scorecard | Australië 159/9 (20 overs)              | v | Sri Lanka 160/4 (19 overs)            | Sri Lanka wint met 6 wickets Trent Bridge, Nottingham Umpires: BF Bowden (NZ) & IJ Gould (Eng) Man of the Match: KC Sangakkara (SL) |
| 8 juni 2009 16:30 GMT Scorecard | MG Johnson 28* (13) BAW Mendis 3/20 [4] |   | KC Sangakkara 55* (42) B Lee 2/39 [4] | Sri Lanka wint met 6 wickets Trent Bridge, Nottingham Umpires: BF Bowden (NZ) & IJ Gould (Eng) Man of the Match: KC Sangakkara (SL) |
|                                 |                                         |   |                                       | |

| 10 juni 2009 12:30 GMT Scorecard | Sri Lanka 192/5 (20 overs)                 | v | West-Indië 177/5 (20 overs)          | Sri Lanka wint met 15 runs Trent Bridge, Nottingham Umpires: BF Bowden (NZ) & SJA Taufel (Aus) Man of the Match: ST Jayasuriya (SL) |
| 10 juni 2009 12:30 GMT Scorecard | ST Jayasuriya 81 (47) LMP Simmons 4/19 [3] |   | DJ Bravo 51 (38) BAW Mendis 2/25 [4] | Sri Lanka wint met 15 runs Trent Bridge, Nottingham Umpires: BF Bowden (NZ) & SJA Taufel (Aus) Man of the Match: ST Jayasuriya (SL) |
|                                  |                                            |   |                                      | |

#### Groep D
| Team              | Seed | Pld | W | L | NR | NRR    | Pts |
| ----------------- | ---- | --- | - | - | -- | ------ | --- |
| Zuid-Afrika (5)   | D2   | 2   | 2 | 0 | 0  | +3.275 | 4   |
| Nieuw-Zeeland (4) | D1   | 2   | 1 | 1 | 0  | +0.309 | 2   |
| Schotland (12)    |      | 2   | 0 | 2 | 0  | −5.281 | 0   |

| 6 juni 2009 09:00 GMT Scorecard          | Schotland 89/4 (7 overs)              | v | Nieuw-Zeeland 90/3 (6 overs)       | New Zealand wint met 7 wickets The Oval, Londen Umpires: BR Doctrove (WI) & DJ Harper (Aus) Man of the Match: IG Butler (NZ) |
| 6 juni 2009 09:00 GMT Scorecard          | KJ Coetzer 33 (15) IG Butler 3/19 [2] |   | JD Ryder 31 (12) RR Watson 1/4 [1] | New Zealand wint met 7 wickets The Oval, Londen Umpires: BR Doctrove (WI) & DJ Harper (Aus) Man of the Match: IG Butler (NZ) |
| - Wedstrijd verkort tot 7 overs per team |                                       |   |                                    | |

| 7 juni 2009 12:30 GMT Scorecard | Zuid-Afrika 211/5 (20 overs)            | v | Schotland 81 (15.3 overs)               | South Africa wint met 130 runs The Oval, Londen Umpires: Asad Rauf (Pak) & AM Saheba (Ind) Man of the Match: AB de Villiers (SA) |
| 7 juni 2009 12:30 GMT Scorecard | AB de Villiers 79* (34) RM Haq 2/25 [4] |   | KJ Coetzer 42 (32) JA Morkel 2/15 [1.4] | South Africa wint met 130 runs The Oval, Londen Umpires: Asad Rauf (Pak) & AM Saheba (Ind) Man of the Match: AB de Villiers (SA) |
|                                 |                                         |   |                                         | |

| 9 juni 2009 16:30 GMT Scorecard | Zuid-Afrika 128/7 (20 overs)        | v | Nieuw-Zeeland 127/5 (20 overs)                | Zuid-Afrika wint met 1 run Lord's, Londen Umpires: Asad Rauf (Pak) & Daryl Harper (Aus) Man of the Match: RE van der Merwe (SA) |
| 9 juni 2009 16:30 GMT Scorecard | GC Smith 33 (35) IG Butler 2/13 [4] |   | BB McCullum 57 (54) RE van der Merwe 2/14 [4] | Zuid-Afrika wint met 1 run Lord's, Londen Umpires: Asad Rauf (Pak) & Daryl Harper (Aus) Man of the Match: RE van der Merwe (SA) |
|                                 |                                     |   |                                               | |

### Super 8

#### Groep E
| Team        | Pld | W | L | NR | NRR    | Pts |
| ----------- | --- | - | - | -- | ------ | --- |
| Zuid-Afrika | 3   | 3 | 0 | 0  | +0.787 | 6   |
| West-Indië  | 3   | 2 | 1 | 0  | +0.063 | 4   |
| Engeland    | 3   | 1 | 2 | 0  | −0.414 | 2   |
| India       | 3   | 0 | 3 | 0  | −0.466 | 0   |

#### Groep F
| Team          | Pld | W | L | NR | NRR    | Pts |
| ------------- | --- | - | - | -- | ------ | --- |
| Sri Lanka     | 3   | 3 | 0 | 0  | +1.267 | 6   |
| Pakistan      | 3   | 2 | 1 | 0  | +1.185 | 4   |
| Nieuw-Zeeland | 3   | 1 | 2 | 0  | −0.232 | 2   |
| Ierland       | 3   | 0 | 3 | 0  | −2.183 | 0   |

## Knock-outfase

#### Halve finales
| 18 juni 2009 16:30 GMT Scorecard | Pakistan 149/4 (20 overs)                | v | Zuid-Afrika 142/5 (20 overs)             | Pakistan wint met 7 runs Trent Bridge, Nottingham Umpires: BF Bowden (NZ) & SJ Davis (Aus) Man of the Match: Shahid Afridi (Pak) |
| 18 juni 2009 16:30 GMT Scorecard | Shahid Afridi 51 (34) JP Duminy 1/14 [2] |   | JH Kallis 64 (54) Shahid Afridi 2/16 [4] | Pakistan wint met 7 runs Trent Bridge, Nottingham Umpires: BF Bowden (NZ) & SJ Davis (Aus) Man of the Match: Shahid Afridi (Pak) |
|                                  |                                          |   |                                          | |

| 19 juni 2009 16:30 GMT Scorecard | Sri Lanka 158/5 (20 overs)            | v | West-Indië 101 (17.4 overs)           | Sri Lanka wint met 57 runs The Oval, Londen Umpires: Aleem Dar (Pak) & RE Koertzen (SA) Man of the Match: TM Dilshan (SL) |
| 19 juni 2009 16:30 GMT Scorecard | TM Dilshan 96* (57) DJ Bravo 2/32 [3] |   | CH Gayle 63* (50) AD Mathews 3/16 [4] | Sri Lanka wint met 57 runs The Oval, Londen Umpires: Aleem Dar (Pak) & RE Koertzen (SA) Man of the Match: TM Dilshan (SL) |
|                                  |                                       |   |                                       | |

#### Finale
| 21 juni 2009 14:00 GMT Scorecard | Sri Lanka 138/6 (20 overs)                   | v | Pakistan 139/2 (18.4 overs)                  | Pakistan wint met 8 wickets Lord's, Londen Umpires: DJ Harper (Aus) & SJA Taufel (Aus) Man of the Match: Shahid Afridi (Pak) |
| 21 juni 2009 14:00 GMT Scorecard | KC Sangakkara 64* (52) Abdul Razzaq 3/20 [3] |   | Shahid Afridi 54* (40) ST Jayasuriya 1/8 [2] | Pakistan wint met 8 wickets Lord's, Londen Umpires: DJ Harper (Aus) & SJA Taufel (Aus) Man of the Match: Shahid Afridi (Pak) |
|                                  |                                              |   |                                              | |

Regulier wereldkampioenschap (One Day International)
Wereldkampioenschap Twenty20

Wereldkampioenschap testcricket